# Al pie del Támesis
Al pie del Támesis es una obra de teatro del escritor Mario Vargas Llosa, que se representó por primera vez en el Teatro del Centro Cultural Peruano Británico de Lima en marzo del 2008. La idea para su argumento nació tras una charla del autor con el escritor cubano Guillermo Cabrera Infante. La obra fue escrita como homenaje a la escritora venezolana trans Esdras Parra.
La acción se desarrolla en el hotel Savoy de Londres, donde Chispas, un hombre de negocios peruano, se encuentra después de 35 años con Raquela (personaje basado en Esdras Parra), quien se presenta como la hermana de su mejor amigo de la infancia, Pirulo. Ambos inician una larga conversación en la que evocan recuerdos de su pasado y develan secretos personales, entre ellos que Raquel había sido en realidad Pirulo, quien había transicionado como mujer transgénero.
La obra se inicia en tono divertido tornándose progresivamente más triste, incluso trágica. A lo largo de la trama aparecen varios temas recurrentes en la obra del autor, como los traumas del pasado y la libertad. También se retrata el ambiente en el barrio de Miraflores (Lima) en la década de 1950.